# 黄殿祺
黄殿祺（1939年2月—2020年8月1日），笔名黄山、江驰，河北冀州人，中国文史学家、民俗学家，天津市文史研究馆馆员，上海戏剧学院客座教授。主要从事戏剧美术、文博、民间工艺美术等研究工作。为保护和挖掘天津市历史文化做出了巨大贡献。

## 生平
1939年2月（一说3月）出生于河北冀州。曾在一家曲别针小工厂当学徒。1959年毕业于河北省话剧院，后留院工作，曾拜曹禺为师。后来，他为曹禺故居纪念馆的筹备和建成付出了巨大的心血。
1982年，调回天津市文化局艺术处工作，曾参与编写《中国戏曲志·天津卷》。1985年开始筹建天津戏剧博物馆，1986年1月1日正式开馆并担任首任馆长，这是中华人民共和国第一家戏剧博物馆。在担任了8年的馆长职务后退休。1999年被天津市人民政府聘为市文史研究馆馆员。2006年被联合国教科文国际民间艺术组织授予“国际民间工艺美术家”称号。2007年，将一些收藏品捐给上海戏剧学院，成立明清民间家具陈列室，同时获聘为客座教授。2011年，将自己收藏的天津老城厢的家具、书籍资料、瓷器等300余件古物捐献给天津微山路中学，并设立民俗陈列馆。
2009年9月，中国民主促进会天津市委员会、天津市文学艺术界联合会、天津市文史研究馆、天津市文化局艺术研究所、天津市民间文艺家协会、天津市戏剧家协会等单位联合举办“庆贺黄殿祺从艺50年成就展暨学术研讨会”。2017年出版的《中国戏曲画脸全谱（全三册）》获第七届中华优秀出版物奖图书提名奖。
2020年8月1日在天津逝世。

## 出版物
- 黄殿祺. . 天津: 天津人民出版社. 2018. ISBN 978-7-201-11157-5.
- 黄殿祺. . 北京: 朝华出版社. 2017. ISBN 978-7-5054-3929-0.
- 黄殿祺; 黄萍. . 北京: 北京工艺美术出版社. 2015. ISBN 978-7-5140-0695-7.
- 黄殿祺. . 北京: 中国戏剧出版社. 1995. ISBN 7104006826.